# Arnold Rezler

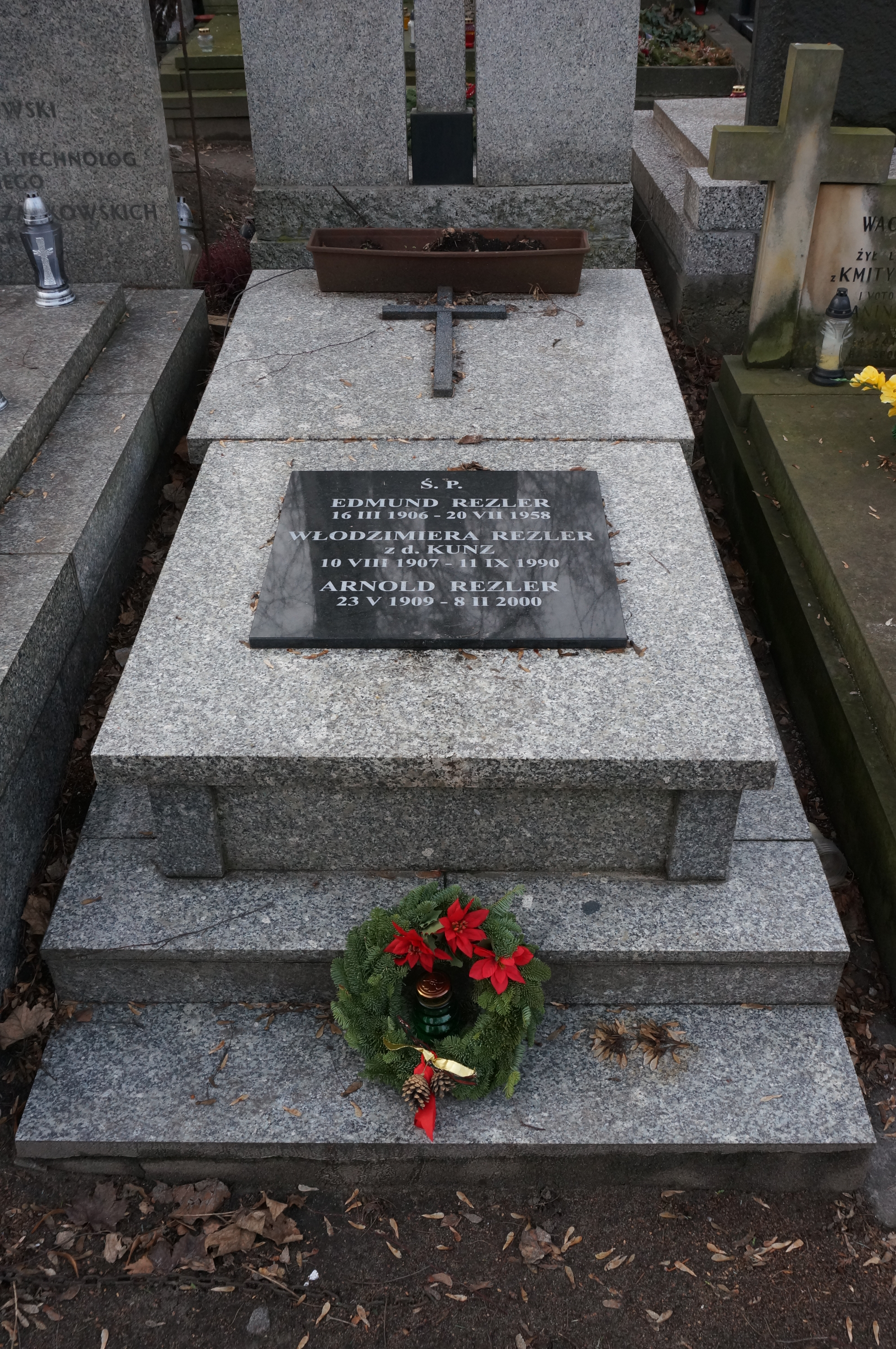
Grób Arnolda Rezlera na cmentarzu Powązkowskim

Arnold Rezler (ur. 23 maja 1909 w Moszczenicy, zm. 8 lutego 2000 we Fryburgu) – polski wiolonczelista, dyrygent, kompozytor.

## Życiorys
Urodził się 23 maja 1909 roku we wsi Moszczenica, w pow. piotrkowskim, w rodzinie Edmunda, mistrza tkackiego ze Zduńskiej Woli, i Huldy z Ehrentrautów (Ohrentrautów) - Niemców, którzy w drugiej połowie XIX w. przybyli na ziemie polskie. Jego starszymi braćmi byli Edmund i Alfons Rezler. Wychowywał się w atmosferze rodzinnego muzykowania. Jego dziadek był organistą, kierownikiem i dyrygentem chóru, a ojciec grał na gitarze, fortepianie i śpiewał w chórze.

### Okres międzywojenny
W 1913 roku rodzina przeniosła się do Zduńskiej Woli i tu Arnold ukończył szkołę powszechną, a w 1928 roku w Państwowym Gimnazjum Humanistycznym uzyskał świadectwo dojrzałości.
Studia muzyczne na wiolonczeli ukończył w Poznaniu w 1933 roku, tam też rozpoczął wszechstronną działalność koncertową, grając w licznych zespołach kameralnych, równocześnie będąc członkiem orkiestry Opery Poznańskiej. Poza aktywnym udziałem w życiu muzycznym Poznania występował także w Gdyni i Bydgoszczy. Od 1934 roku grał w rodzinnym kwintecie fortepianowym złożonym z braci: Edmunda (fortepian), Alfonsa (altówka), Arnolda (wiolonczela), kuzyna Leszka (skrzypce) oraz Włodzimiery Kunz – swojej przyszłej żony (skrzypce). Na trzy lata zespół ten zapewnił sobie stałe miejsce na antenie poznańskiej rozgłośni Polskiego Radia. Prowadził także działalność pedagogiczną w poznańskiej szkole muzycznej.
We wrześniu 1937 roku przyjął zaproszenie Stanisława Szpinalskiego, dyrektora konserwatorium w Wilnie, do objęcia klasy wiolonczeli w tej uczelni. Od tego czasu był koncertmistrzem grupy wiolonczel rozgłośni wileńskiej Polskiego Radia, występował także jako solista i kameralista. W Wilnie też rozpoczął pracę pedagogiczną, obejmując klasę wiolonczeli i zespołów kameralnych, wykładając solfeż i prowadząc chór w Konserwatorium Muzycznym im. Mieczysława Karłowicza. Jego działalność dyrygencka, która stała się później jego życiową pasją i powołaniem, zaczęła się w 1939 roku. Podczas transmisji koncertu Orkiestry Filharmonii Wileńskiej na antenę rozgłośni Polskiego Radia zabrakło dyrygenta. Arnold Rezler, wiedziony poczuciem odpowiedzialności, stanął za pulpitem i poprowadził orkiestrę, ratując od skandalu Filharmonię i Polskie Radio.

### Okres II wojny światowej
Podczas wojny przebywał w Wilnie i kilkanaście miesięcy w Kownie, grając w litewskich zespołach symfonicznych, operowych i rozrywkowych. Okresowo nauczał też w szkołach muzycznych. Po wejściu Armii Czerwonej, w październiku 1944 roku z pomocą Stanisława Szpinalskiego, dysponując zezwoleniem Resortu Kultury i Sztuki PKWN, przedostał się do Lublina i objął stanowisko nauczyciela w szkole muzycznej. Wraz z żoną założył zespół muzyczny, w którym grał również Stefan Rachoń. Aktywnie uczestniczył w odradzaniu się życia muzycznego, zakładając m.in. pierwszą po wojnie rozgłośnię Polskiego Radia – tzw. lubelską ”Pszczółkę” i przez pół roku był jej kierownikiem.

### Okres powojenny
Po przeniesieniu w marcu 1945 roku lubelskiej rozgłośni do Warszawy został powołany przez władze Polskiego Radia do organizowania Rozgłośni Polskiego Radia w Bydgoszczy. 1 kwietnia 1945 roku objął tu stanowisko naczelnika Wydziału Programowego. Jego działalność ułatwiały koneksje rodzinne, gdyż jego bracia aktywnie uczestniczyli w życiu muzycznym międzywojennej Bydgoszczy.
Z inspiracji Felicji Krysiewicz, kierującej wówczas działem muzycznym rozgłośni bydgoskiej, w kwietniu 1945 roku rozpoczęły się próby salonowej orkiestry radiowej pod dyrekcją Arnolda Rezlera. Pod koniec 1945 roku została ona przekształcona w Orkiestrę Symfoniczną Polskiego Radia w Bydgoszczy. Jej repertuar, na pograniczu muzyki poważnej i rozrywkowej, dobrze komponował się z ówczesnym programem radiowym, a wysoki poziom wykonawstwa zwrócił uwagę nie tylko lokalnych krytyków. Poważne sukcesy orkiestry wiązały się z emisją jej koncertów na antenie ogólnopolskiej oraz za granicą. W ciągu 10 lat Rozgłośnia Polskiego Radia w Bydgoszczy nadała ponad 1000 audycji lokalnych, ogólnopolskich i transmisji zagranicznych. Poza prowadzeniem orkiestry, założył kwartet smyczkowy. Z Edwardem Statkiewiczem, Eugeniuszem Raabe i Ksawerym Stanickim dokonywał licznych nagrań i dawał wiele koncertów. Często też zapraszany był jako dyrygent na występy gościnne do Gdańska, Łodzi, Poznania, Szczecina, Olsztyna. Ściśle współpracował z Wielką Orkiestrą Polskiego Radia w Katowicach, której szefował wtedy Grzegorz Fitelberg.
W 1948 roku złożył rezygnację z funkcji naczelnika Wydziału Programowego Pomorskiej Rozgłośni Polskiego Radia, a w 1949 także z kierownictwa Pomorskiej Orkiestry Symfonicznej. Na jego decyzje miał wpływ coraz większy nacisk ideowo-polityczny wywierany przez władze administracyjne. Mimo że należał do Polskiej Partii Robotniczej (od 1948 – Polska Zjednoczona Partia Robotnicza), oceniany był jako „politycznie niewyrobiony”, jako inteligent, z pochodzenia Niemiec, stąd znajdował się pod obserwacją bezpieki. Odtąd skupił się wyłącznie na pracy w Orkiestrze Radiowej. Wielokrotnie wyjeżdżał na zaproszenia innych filharmonii. Prowadził koncerty i realizował nagrania studyjne w Łodzi, Katowicach (Stalinogrodzie) i Krakowie.
Po rozwiązaniu w 1955 roku Orkiestry Symfonicznej Polskiego Radia w Bydgoszczy przez ówczesnego ministra kultury Włodzimierza Sokorskiego został skierowany do Warszawy. Rozpoczął tam pracę w Wyższej Szkole Muzycznej oraz został drugim dyrygentem Filharmonii Narodowej (obok Bohdana Wodiczki). Po dwóch latach przeniósł się do Opery Warszawskiej. Jako ekspert i organizator okazał się niezwykle pomocny także w kwestiach budowlanych. Po jego sugestii dokonano przebudowy kanału orkiestrowego nowego budynku Teatru Wielkiego. W latach 1964–1978 był dyrektorem artystycznym Centralnej Orkiestry Reprezentacyjnej Wojska Polskiego. Dla zespołu tego, dziś zwanego „Orkiestrą Koncertową Wojska Polskiego im. St. Moniuszki”, zinstrumentował ogromną liczbę partytur, pozwalających na stworzenie repertuaru o nieprzemijającej wartości. Także w czasach „bydgoskich” powstała ogromna biblioteka, w której sporą część zajmowały instrumentacje tworzone doraźnie na potrzeby zespołu. Partytury te istnieją do dziś w bibliotekach innych orkiestr radiowych w Polsce (nie zawsze za zgodą Autora), są również obecne w bibliotece Państwowego Wydawnictwa Muzycznego (jak np. akompaniament orkiestrowy do Poloneza A-dur Wieniawskiego na skrzypce).
Rezler dokonał wielu nagrań z Filharmonią Narodową, Operą Narodową, Orkiestra Reprezentacyjną Wojska Polskiego i innymi zespołami z całego kraju. Uczestniczył w spektakularnych przedsięwzięciach, takich jak udział w opracowaniu muzycznym filmu Jerzego Hoffmana „Potop”. Oprócz nagrań radiowych ma na swym koncie kilkanaście nagrań płytowych. Do unikatów należy płyta z pieśniami i ariami operowymi ze znakomitą śpiewaczką Wandą Wermińską i Filharmonią Narodową czy też z utworami Wieniawskiego (częściowo też przez Rezlera zinstrumentowanymi) z Bronisławem Gimplem i Filharmonią Narodową.
Od 1955 roku pracę dyrygenta łączył z działalnością pedagogiczną, prowadząc klasę wiolonczeli i kameralną w Akademiach Muzycznych w Łodzi i Warszawie. W stołecznej Akademii był również założycielem i dyrygentem orkiestry studenckiej, kierownikiem Katedry Kameralistyki i prorektorem. Wśród licznych dyplomantów jego klasy jest wielu rozproszonych po świecie koncertmistrzów, a niektórzy prowadzą dziś klasę wiolonczeli w rodzimej Akademii.
W 1992 roku w wieku 83 lat przeniósł się do Niemiec, do domu swojej córki – profesora w Hochschule für Musik we Fryburgu w Schwarzwaldzie. Tam zajmował się również instrumentacjami – opracowywał dla celów pedagogicznych np. koncerty Mozarta i szereg drobnych utworów na zespoły skrzypcowe, koncerty Haydna na zespół wiolonczel, zinstrumentował także wiele polskich utworów wirtuozowskich na skrzypce solo i orkiestrę.
Trzynaście utworów opracowanych w ostatnich latach życia jego córka Magdalena wraz z mężem Maciejem Niesiołowskim i Sinfoniettą Bydgoską nagrała na CD, już po śmierci ojca. Płyta ta nosi tytuł „Con bravura e sentimento” i zdobyła wielką popularność.
Zmarł 8 lutego 2000 i został pochowany na cmentarzu Powązkowskim (kwatera 154c-3-17).

### Rodzina
Arnold Rezler od 1937 roku był żonaty ze skrzypaczką Włodzimierą Kunz. Miał córkę Magdalenę (ur. 1946 w Bydgoszczy) – skrzypaczkę, pedagog Akademii Muzycznej w Warszawie, a od roku 1991 Hochschule für Musik we Fryburgu.

## Ordery i odznaczenia
- Krzyż Oficerski Orderu Odrodzenia Polski
- Krzyż Kawalerski Orderu Odrodzenia Polski (8 lipca 1954)[3]
- Złoty Krzyż Zasługi (2 lipca 1947)[4]
- Złoty „Medal Za zasługi dla obronności kraju”
- Medal 10-lecia Polski Ludowej (7 stycznia 1955)[5]
- Odznaka „Zasłużony Działacz Kultury” (1967)[6]